# Fuirena obcordata
Fuirena obcordata är en halvgräsart som beskrevs av P.L.Forbes. Fuirena obcordata ingår i släktet Fuirena och familjen halvgräs. IUCN kategoriserar arten globalt som livskraftig. Inga underarter finns listade i Catalogue of Life.